# Paedalgus escherichi
Paedalgus escherichi är en myrart som beskrevs av Auguste-Henri Forel 1911. Paedalgus escherichi ingår i släktet Paedalgus och familjen myror. Inga underarter finns listade i Catalogue of Life.